# Bíňa
Pour les articles homonymes, voir Bina (homonymie).
Bíňa (en allemand : Bein, en hongrois : Bény) est une commune du district de Nové Zámky, dans la région de Nitra, en Slovaquie.

## Histoire
Première mention écrite du village en 1135.

## Démographie

### Évolution de la population
| Année:               | 1994. | 2004.   | 2014.   | 2024.   |
| -------------------- | ----- | ------- | ------- | ------- |
| Nombre de personnes: | 1439  | 1466    | 1468    | 1403    |
| Différence:          |       | +1,87 % | +0,13 % | -4,42 % |

| Année:               | 2023. | 2024.   |
| -------------------- | ----- | ------- |
| Nombre de personnes: | 1411  | 1403    |
| Différence:          |       | -0,56 % |